# К-2 (резиденция)
Резиденция К-2 (Дом приёмов исполкома Ленсовета) — здание в стиле советского модернизма. Расположено в Петроградском районе Санкт-Петербурга, современный адрес дома — набережная Малой Невки, 6.
Здание построено в 1965—1967 годах на месте виллы Отмар-Нейшеллера (от старой виллы была оставлена статуя купальщицы, в остальном она была снесена шар-бабой, несмотря на использование среди материалов ценных, включая мрамор), архитекторы — А. Жук, В. Каменский, Т. Короткова, Л. Модзалевская, реконструкция 2007 года — Ф. Романовский. Дом предназначался для приёма иностранных делегаций, но чаще использовался партийными руководителями. Мастерская Жука была второй, получившей заказ; после полугода работы заказ был передан ей, так как первый проект был забракован председателем Ленгорисполкома Василием Исаевым.
При строительстве возникли проблемы с расположением стоек для стёкол второго этажа, канализацией (задуманной горизонтальной, но переделанной в вертикальную во избежание шума, несмотря на то, что на первом этаже помещений и, следовательно, стен для маскировки стояков меньше). Стройка началась одновременно с планированием и шла с требованием завершить её раньше срока (к юбилею Октябрьской революции).
Здание — вытянутый параллелепипед со скруглённым торцом (для кухни), планировка линейная, на фасаде первого этажа равномерно расположены столбы со сплошным остеклением между опорами, на втором этаже сделаны широкие невысокие окна.
Стены отделаны белым искусственным мрамором, были украшены голландскими гобеленами XVII века («выпрошенными» из Эрмитажа у Бориса Пиотровского), в здании сделан световой потолок, помещения освещаются ампирными светильниками (полученными из Русского музея у его директора Василия Пушкарёва). Набор помещений в требованиях к проекту отсутствовал из-за того, что здание было первым советским домом, создававшимся как резиденция. В результате решений архитектора в числе помещений первого этажа — гардероб, музыкальная гостиная по центру здания, по сторонам от неё — банкетный зал с примыкающей кухней и киноконцертный зал собраний, через все помещения проходит галерея с зимним садом. На втором этаже — 2 люкса и 12 прочих апартаментов (обтянутых изначально штофом из-за того, что отделку не успевали сделать к сдаче проекта), каминная, столовая с выходом на террасу. В двухэтажном здании был сделан лифт. Мебель, внутренние двери были фанерованы карельской берёзой.
К 2004 году здание стало возможно арендовать, в нём «в качестве пиар-хода» прошли свадьбы сына Валентины Матвиенко и Германа Грефа. После начала коммерческого использования советский интерьер было решено переделать согласно вкусам целевой аудитории. Была убрана статуя, гобелены возвращены Эрмитажу. В качестве нового стиля интерьеров был выбран «современный ампир».
Согласно опросу журнала «Капитель», новые интерьеры здания — «китч», «дурновкусный дамский будуар», «дешёвый провинциальный гламур».